# Baldovce
Baldovce (em húngaro: Baldóc; alemão: Eckersdorf, Baldowitz) é um município da Eslováquia, situado no distrito de Levoča, na região de Prešov. Tem 2,2 km² de área e sua população em 2018 foi estimada em 170 habitantes.

## Demografia
| Ano:        | 1994 | 2004   | 2014   | 2024    |
| ----------- | ---- | ------ | ------ | ------- |
| Broj ljudi: | 213  | 198    | 182    | 159     |
| Razlika:    |      | -7,04% | -8,08% | -12,63% |

| Ano:               | 2023 | 2024   |
| ------------------ | ---- | ------ |
| Número de pessoas: | 168  | 159    |
| Diferença:         |      | -5,35% |